# Kanoa Igarashi
Kanoa Igarashi (n. 1 octombrie 1997, Huntington Beach⁠(d), California, SUA) este un surfer ce a reprezentat Japonia, medaliat olimpic. A participat la o ediție a Jocurilor Olimpice (2020) în care a câștigat o medalie de argint.

## Participări
Lista de mai jos prezintă principalele competiții la care a participat Kanoa Igarashi de-a lungul carierei.
- Surfing la Jocurile Olimpice de vară din 2020 - shortboard masculin[2]